# Ariel V
L'Ariel V va ser un observatori espacial fruit del treball conjunt britànic-americà dedicat a observar el cel en la banda de raigs X. Va ser llançat el 15 d'octubre de 1974 per la plataforma de San Marco a l'oceà Índic i va funcionar fins a 1980.

## Antecedents
Ariel 5 va ser el cinquè i penúltim satèl·lit del programa conjunt britànic i nord-americà Ariel. Va ser el tercer satèl·lit de la sèrie construït completament al Regne Unit.[3] Va ser nomenat UK 5 abans del llançament i rebatejat a Ariel 5 després de l'èxit del llançament.
Els plans per a Ariel 5 es van discutir per primera vegada entre el Regne Unit i els EUA el maig de 1967 al llançament d'Ariel 3. El Consell de Recerca Científica (SRC) va anunciar una sol·licitud de proposta d'experiments al juny. Els experiments es van proposar formalment a la NASA el juliol de 1968.